# Acordo de Lagos
O Acordo de Lagos foi um acordo de paz assinado em 21 de agosto de 1979 por representantes das onze facções beligerantes da Guerra Civil Chadiana, após uma conferência em Lagos, Nigéria. O acordo estabeleceu os procedimentos para a criação do Governo de União Nacional de Transição (GUNT), que foi empossado em novembro de 1979. Por acordo mútuo, Goukouni Oueddei foi nomeado presidente, Wadel Abdelkader Kamougué foi nomeado vice-presidente, e Hissène Habré foi nomeado ministro da defesa nacional, dos veteranos e das vítimas de guerra. A distribuição dos cargos ministeriais foi equilibrada entre o sul (onze assentos), norte, centro e leste (treze), e entre os protegidos dos países vizinhos.
Uma missão de manutenção da paz da Organização da Unidade Africana (OUA), seria composta por tropas da República do Congo, Guiné e Benin, para substituir os franceses. Esta força nunca se materializou em nenhum sentido efetivo.
Os participantes do Governo de União Nacional de Transição desconfiavam-se mutuamente e nunca conseguiram um senso de coerência. Como resultado, as várias milícias faccionais permaneceram armadas. Em janeiro de 1980, uma unidade do exército de Habré atacou as forças de um dos grupos constituintes do GUNT na prefeitura de Uadai e o conflito chadiano logo atingiria novos níveis de intensidade.